# Thompson (bedrijf)
Thompson is een Belgisch historisch merk van fietsen en motorfietsen, opgericht door Hector De Smet.
De firmanaam was H. de Smet-Jouret, Geraardsbergen.
Deze firma produceert al sinds 1921 fietsen. Het merk was vernoemd naar "een bekende internationale schoonheid" uit de jaren twintig. Waarschijnlijk werd hiermee het toneel- en filmpersonage Sadie Thompson bedoeld.
In 1952 ging De Smet lichte motorfietsen met 125cc- en 175cc-ILO-inbouwmotoren produceren als respons op de teruglopende verkoop van fietsen. Tegenwoordig maakt het bedrijf nog steeds fietsen.